# Fables
Fables (al español Fábulas, carátula Archivado el 19 de enero de 2019 en Wayback Machine.) es un álbum del violinista de jazz fusión Jean-Luc Ponty. Grabado en 1985 y lanzado el mismo año bajo el sello Atlantic Records. Ponty usa en este disco por primera vez un Synclavier.

## Lista de canciones
1. "Infinite Pursuit" – 6:00
2. "Elephants in Love" – 5:21
3. "Radioactive Legacy" – 6:18
4. "Cats Tales" – 4:55
5. "Perpetual Rondo" – 4:47
6. "In the Kingdom of Peace" – 4:05
7. "Plastic Idols" – 3:59

## Personal
- Jean-Luc Ponty – violín, teclado, synclavier
- Scott Henderson – guitarra
- Baron Browne – bajo
- Rayford Griffin – batería

- Datos: Q5854312